# Supercoppa belga 2018 (pallavolo maschile)
La Supercoppa belga 2018 si è svolta l'11 ottobre 2018: al torneo hanno partecipato due squadre di club belghe e la vittoria finale è andata per l'ottava volta al Roeselare.

## Regolamento
Le squadre hanno disputato una gara unica.

## Squadre partecipanti
| Squadra   | Qualificazione                      | Ultima partecipazione |
| --------- | ----------------------------------- | --------------------- |
| Maaseik   | Vincitrice Liga A 2017-18           | Supercoppa belga 2016 |
| Roeselare | Vincitrice Coppa del Belgio 2017-18 | Supercoppa belga 2016 |

## Torneo
| 11 novembre 2018 Sportcampus Lange Munte, Courtrai Durata: ? - Spettatori: ? | Maaseik | 0 - 3 | Roeselare | 22-25, 21-25, 22-25 |